# Carmen Salinas
Carmen Salinas (Torreón, Coahuila, 1939. október 5. – Mexikóváros, 2021. december 9.) mexikói színésznő.

## Élete és pályafutása
Carmen Lozano Viramontes és Jorge Salinas Pérez Tejada lánya. Hét testvére született: Josefina (elhunyt), Esther (elhunyt), Roberto Sergio, María Elena, Gustavo, María Eugenia és Jesús Alfredo. 
Színészi karrierje 1964-ben kezdődött. 1994. április 19-én egy súlyos betegségben elvesztette Pedro nevű fiát. 
2021. december 9-én, 82 éves korában, agyvérzésben hunyt el.

## Filmográfia

### Filmek
- ¿Alguien ha visto a Lupita? (2011) ... Chepita
- La otra familia (2011) ... Doña Chuy
- Labios rojos (2009) ... Señorita Claudia
- Martín al amanecer (2009) ... Elpidia
- Cartas a Elena (2010) ... Vieja Zamora
- Me importas tú... y tú (2009)
- Victorio (2008)
- La misma luna (2007) ... Doña Carmen 'La Coyota'
- Veritas, Prince of Truth (2007) ... Elva Maria
- Espinas (2005) ... Doña Lucha
- Santos peregrinos (2004) ... La Abuela
- Control de plagas (2004) ... La Casera
- Zapata - El sueño del héroe (2004) ... Mesera 2
- Man on Fire(2004) ... Guardian Three
- Hombre en llamas
- A Silent Love (2004) ... Georgina
- Ciudad de perros (2004)
- Sexo por compasión (2000)
- Todo el poder (1999) ... Doña Cleofas
- Reclusorio (1997) ... Carmen García Sánchez (segment "Sangre entre mujeres")
- El último suspiro (1996)
- El superman... Dilon (1993)
- La loteria (1993)
- Hoy no circula (1993) ... (segment "Jueves")
- Me muero de la risa (1993)
- Las mil y una aventuras del metro (1993)
- El condenado por reconfiado (1992)
- Noches de ronda (1992) ... Petrita
- Cita en el paraíso (1992) ... Grandma
- Un toque angelical (1992)
- Ciudad de ciegos (1991) ... Ángela
- Danzón (1991) ... Doña Tí
- Fin de semana en Garibaldi (1991)
- Camino largo a Tijuana (1991)
- El jugador (1991) ... Tia Nina
- Justicia de nadie (1991)
- Policía rural (1990)
- No hay quinto malo (1990)
- Goza conmigo (1990)
- Comezón a la Mexicana (1989)
- Las guerreras del amor (1989)
- El garañón (1989)
- Pancho cachuchas (1989)
- Solo para adúlteros (1989)
- El rey de las ficheras (1989)
- Olor a muerte (1989)
- El mil hijos (1989)
- Placeres divertidos (1989)
- Cita con la muerte (1989) ... Ella (segment "El ultimo metro")
- Sabor a mí (1988)
- Día de muertos (1988)
- Alicia en el pais del dolar (1988)
- La chica de la piscina (1987) ... Carolina
- Esta noche cena Pancho (1986)
- Huele a gas (1986)
- Caifan del barrio (1986)
- 5 pollas en peligro (1986)
- Casos de alarma (1986)
- Masacre en el río Tula (1985) ... La Madrastra
- Mexicano ¡Tú puedes! (1985)
- El rey del masaje (1985)
- La tierra prometida (1985)
- Entre ficheras anda el diablo - La pulquería 3 (1984)
- El tonto que hacía milagros (1984) ... Tomasa
- Corrupción (1984) ... Jesusita
- Piernas cruzadas (1984)
- Las glorias del gran Púas (1984)
- Noche de carnaval (1984) ... Panchita
- Las modelos de desnudos (1983)
- Se me sale cuando me río (1983)
- Las vedettes (1983)
- Huevos rancheros (1982)
- Fieras contra fieras (1982)
- Burdel (1982)
- Las pobres ilegales (1982) ... Petra
- La pulquería 2 (1982)
- El rey de los albures (1982)
- Los fayuqueros de Tepito (1982)
- El día que murió Pedro Infante (1982)
- D.F./Distrito Federal (1981)
- La pulquería (1981)
- El testamento (1981)
- Que viva Tepito! (1981) ... Concha
- El sexo sentido (1981) ... Tía Lupe
- Tiempo de lobos (1981)
- Las noches del Blanquita (1981)
- Las tentadoras (1980)
- A paso de cojo (1980)
- Muñecas de medianoche (1979)
- Las cariñosas (1979)
- Ratero (1979)
- El secuestro de los cien millones (1979)
- Noches de cabaret (1978)
- El lugar sin límites (1978) ... Lucy
- Tarjeta verde (1978)
- Bellas de noche 2 (1977)
- Las cenizas del diputado (1977) ... Dorotea
- La palomilla al rescate (1976)
- Las fuerzas vivas (1975) ... Doña Hortensia
- Bellas de noche (1975) ... La Corcholata
- Tívoli (1975) ... Chapas
- Albures mexicanos (1975)
- Calzonzin Inspector (1974) ... Doña Eme
- El diablo en persona (1973)
- El rincón de las vírgenes (1972) ... Pancha Fregoso
- Doña Macabra (1972) ... Lucila
- La vida inútil de Pito Pérez (1970)

### Telenovellák
- Sueño de amor (2016) ... Margarita Manzanaers
- Szerelem ajándékba (Mi corazón es tuyo) (2014) ... Yolanda de Castro viuda de Vásquez
- La tempestad (2013)
- Parodiando (2013) ... zsűritag
- Amit a szív diktál (Porque el amor manda) (2012) ... Luisa "Chatita" Herrera
- La familia P. Luche ... Epizód: Hasta en las más mejores familias (2012) ... önmaga
- Hoy (2012)
- Parodiando (2012)
- Marichuy – A szerelem diadala (Triunfo del amor) (2010) ... Doña Milagros Robles viuda de Martínez
- Los simuladores (2. évad) (2009) ... Doña Lupe González
- Hasta que el dinero nos separe (2009-2010) ... Arcadia Alcalá viuda de del Rincón
- Mujeres asesinas (México) (2009) ... Carmen, Honrada (Carmen Jimenez)
- La rosa de Guadalupe (2009) ... "Carmelita"
- Maten a Leo Mendez (2009)
- La Misma Luna (2007) ... Carmen "La Coyota"
- Mundo de fieras (2006) ... Candelaria Vda. de Barrios
- Hombre en llamas (2004) ... Guardian 3
- Velo de novia (2003) ... Malvina González
- Entre el amor y el odio (2002) ... Chelo
- María del Carmen (Abrázame muy fuerte) (2000) ... Celia Ramos
- Acapulco szépe (Alma rebelde) (1999) ... Carmen Salinas (önmaga)
- Preciosa (1998) ... Doña Pachis
- Mi pequeña traviesa (1997) ... Doña Maty
- La antorcha encendida (1996) ... Doña Camila de Foncerrada
- María (María la del barrio) (1995) ... Agripina Pérez
- María Mercedes (1992) ... Doña Filogonia "Filo"
- Elisa (1979)
- Sublime redención (1971)
- La sonrisa del diablo (1970)
- La frontera (1967)
- La vecindad (1964)

## Díjak és jelölések
TVyNovelas-díj
| Év   | Kategória                             | Jelölt mű                             | Eredmény |
| ---- | ------------------------------------- | ------------------------------------- | -------- |
| 2013 | Különdíj: Érdem a karrierért          | Különdíj: Érdem a karrierért          | Elnyerte |
| 2012 | Legjobb senior színésznő              | Marichuy – A szerelem diadala         | Jelölve  |
| 2010 | Legjobb senior színésznő              | Hasta que el dinero nos separe        | Jelölve  |
| 2003 | Különdíj: Érdem az 50 éves karrierért | Különdíj: Érdem az 50 éves karrierért | Elnyerte |
| 2002 | Legjobb női mellékszereplő            | Entre el amor y el odio               | Jelölve  |
| 2002 | Különdíj a művészeti karrierért       | Különdíj a művészeti karrierért       | Elnyerte |
| 2001 | Legjobb női mellékszereplő            | María del Carmen                      | Jelölve  |
| 1999 | Legjobb női mellékszereplő            | Preciosa                              | Elnyerte |
| 1998 | Legjobb női mellékszereplő            | Mi pequeña traviesa                   | Elnyerte |
| 1996 | Legjobb női mellékszereplő            | María la del barrio                   | Jelölve  |
| 1993 | Legjobb női mellékszereplő            | María Mercedes                        | Elnyerte |